# Transports en commun du Creusot-Montceau
MonRézo est le nom commercial du réseau d'autobus des villes du Creusot et de Montceau-les-Mines ainsi que ses alentours, dans le département de Saône-et-Loire. Ce réseau représente 7 lignes urbaines dont une ligne reliant Creusot à Montceau les Mines en passant par la Gare TGV du Creusot-Montchanin-Montceau-les-Mines.

## Histoire
Le premier réseau des transports en commun du Creusot fut créé dans une date inconnue. Le réseau actuel a été mis en place le 6 juillet 2016, au moment où le parc de bus a été totalement renouvelé.

## Réseau

### Secteur Le Creusot
| Ligne | Caractéristiques | Caractéristiques                                                                   | Caractéristiques                                                                   | Caractéristiques                                                                   | Caractéristiques                                                                   | Caractéristiques                                                                   | Caractéristiques                                                                   | Caractéristiques                                                                   | Caractéristiques                                                                   |
| C1    | Le Creusot — Harfleur 2000 ⥋ Torcy – Centre Commercial / Montchanin — Bois Bretoux | Le Creusot — Harfleur 2000 ⥋ Torcy – Centre Commercial / Montchanin — Bois Bretoux | Le Creusot — Harfleur 2000 ⥋ Torcy – Centre Commercial / Montchanin — Bois Bretoux | Le Creusot — Harfleur 2000 ⥋ Torcy – Centre Commercial / Montchanin — Bois Bretoux | Le Creusot — Harfleur 2000 ⥋ Torcy – Centre Commercial / Montchanin — Bois Bretoux | Le Creusot — Harfleur 2000 ⥋ Torcy – Centre Commercial / Montchanin — Bois Bretoux | Le Creusot — Harfleur 2000 ⥋ Torcy – Centre Commercial / Montchanin — Bois Bretoux | Le Creusot — Harfleur 2000 ⥋ Torcy – Centre Commercial / Montchanin — Bois Bretoux | Le Creusot — Harfleur 2000 ⥋ Torcy – Centre Commercial / Montchanin — Bois Bretoux |
| ----- | --- | ---------------------------------------------------------------------------------- | ---------------------------------------------------------------------------------- | ---------------------------------------------------------------------------------- | ---------------------------------------------------------------------------------- | ---------------------------------------------------------------------------------- | ---------------------------------------------------------------------------------- | ---------------------------------------------------------------------------------- | ---------------------------------------------------------------------------------- |
| C1    | Ouverture / Fermeture — / — | Longueur —                                                                         | Durée —                                                                            | Nb. d’arrêts —                                                                     | Matériel Standard                                                                  | Jours de fonctionnement L, Ma, Me, J, V, S                                         | Jour / Soir / Nuit / Fêtes O / N / N / N                                           | Voy. / an —                                                                        | Exploitant —                                                                       |
| C1    | Desserte : - Villes et stations : Le Creusot (Harfleur 2000, Charliau, Pôle Emploi, Harfleur, Hôpital Champagne, Brassac, Le Creusot Hôtel-Dieu, C. Claudel, Charmille, Saint-Charles, Verdun, Simone Veil, Le Creusot Gare, F. Mitterrand, Place Schneider, Jean Jaurès, Couronne, Molette, Edith Cavell, Quatre Chemins, Tennis, 8 Mai 1945), Torcy (Poste, Tours, Europe, Champ Cordet, Centre Commercial, Les Bruyères, Vieux Saule, Les Perraudin), Montchanin (Montchanin Gare, Libération, Cité d'Avoise, JPoste, Mairie, Bibliothèque, République, Louis Michel, Montchanin Centre Commercial, Bois Bretoux) - Gares desservies : Le Creusot, Montchanin |                                                                                    |                                                                                    |                                                                                    |                                                                                    |                                                                                    |                                                                                    |                                                                                    |                                                                                    |
| C1    | Autre : - Arrêts non accessibles aux UFR : non communiqué - Particularités : - La station Louis Michel est desservie uniquement dans la direction de Montchanin. - La station Montchanin Centre Commercial est desservie uniquement dans la direction du Creusot. - Certaines courses sont pour le terminus Torcy Centre Commercial - Date de dernière mise à jour : 18 avril 2020. |                                                                                    |                                                                                    |                                                                                    |                                                                                    |                                                                                    |                                                                                    |                                                                                    |                                                                                    |
| C1    | Dernière actualisation : — |                                                                                    |                                                                                    |                                                                                    |                                                                                    |                                                                                    |                                                                                    |                                                                                    |                                                                                    |
| C2    | Le Creusot — 8 Mai 1945 ⥋ Le Breuil — Centre Commercial | Le Creusot — 8 Mai 1945 ⥋ Le Breuil — Centre Commercial                            | Le Creusot — 8 Mai 1945 ⥋ Le Breuil — Centre Commercial                            | Le Creusot — 8 Mai 1945 ⥋ Le Breuil — Centre Commercial                            | Le Creusot — 8 Mai 1945 ⥋ Le Breuil — Centre Commercial                            | Le Creusot — 8 Mai 1945 ⥋ Le Breuil — Centre Commercial                            | Le Creusot — 8 Mai 1945 ⥋ Le Breuil — Centre Commercial                            | Le Creusot — 8 Mai 1945 ⥋ Le Breuil — Centre Commercial                            | Le Creusot — 8 Mai 1945 ⥋ Le Breuil — Centre Commercial                            |
| C2    | Ouverture / Fermeture — / — | Longueur —                                                                         | Durée —                                                                            | Nb. d’arrêts —                                                                     | Matériel Midibus                                                                   | Jours de fonctionnement L, Ma, Me, J, V, S                                         | Jour / Soir / Nuit / Fêtes O / N / N / N                                           | Voy. / an —                                                                        | Exploitant —                                                                       |
| C2    | Desserte : - Villes et stations : Le Creusot (8 Mai 1945, Cité État, Parc des Sports, Canada, Stade J. Garnier, Nevers, Montporchers, Site Lavoisier, Jean Jaurès, Place Schneider, IUT, Campus Sud Bourgogne, Le Creusot Gare, Montagne des Boulets, Jardinet, Montagne du Nom, Maison Protestante, ZAC des Prés, Hôpital Hôtel-Dieu, Croix Menée, Cité des Prés), Le Breuil (Beau Soleil, Le Breuil Poste, Bellevue, Charleville, Lamartine, Montée Noire, Centre Commercial) - Gares desservies : Le Creusot |                                                                                    |                                                                                    |                                                                                    |                                                                                    |                                                                                    |                                                                                    |                                                                                    |                                                                                    |
| C2    | Autre : - Arrêts non accessibles aux UFR : non communiqué - Particularités : - La station Charleville est desservie uniquement dans la direction du Creusot. - Les stations Lamartine et Montée Noire sont desservies uniquement dans la direction du Breuil. - La station ZAC des Prés est desservies uniquement pendant certaines heures. - Date de dernière mise à jour : 18 avril 2020. |                                                                                    |                                                                                    |                                                                                    |                                                                                    |                                                                                    |                                                                                    |                                                                                    |                                                                                    |
| C2    | Dernière actualisation : — |                                                                                    |                                                                                    |                                                                                    |                                                                                    |                                                                                    |                                                                                    |                                                                                    |                                                                                    |
| C3    | Le Creusot — Hôtel-Dieu ⥋ Montcenis — Place de l'Église | Le Creusot — Hôtel-Dieu ⥋ Montcenis — Place de l'Église                            | Le Creusot — Hôtel-Dieu ⥋ Montcenis — Place de l'Église                            | Le Creusot — Hôtel-Dieu ⥋ Montcenis — Place de l'Église                            | Le Creusot — Hôtel-Dieu ⥋ Montcenis — Place de l'Église                            | Le Creusot — Hôtel-Dieu ⥋ Montcenis — Place de l'Église                            | Le Creusot — Hôtel-Dieu ⥋ Montcenis — Place de l'Église                            | Le Creusot — Hôtel-Dieu ⥋ Montcenis — Place de l'Église                            | Le Creusot — Hôtel-Dieu ⥋ Montcenis — Place de l'Église                            |
| C3    | Ouverture / Fermeture — / — | Longueur —                                                                         | Durée —                                                                            | Nb. d’arrêts —                                                                     | Matériel Midibus                                                                   | Jours de fonctionnement L, Ma, Me, J, V, S                                         | Jour / Soir / Nuit / Fêtes O / N / N / N                                           | Voy. / an —                                                                        | Exploitant —                                                                       |
| C3    | Desserte : - Villes et stations : Le Creusot (Hôtel-Dieu, Guynemer, Marceau, Long Tom, Simone Veil, Le Creusot Gare, F. Mitterrand, Place Schneider, Jean Jaurès, Riaux, Riaux Canal, Pythagore, Montporcher, Maison Neuve), Montcenis (Moulin à Vent, Champ de Foire, Place de l'Église) - Gares desservies : Le Creusot |                                                                                    |                                                                                    |                                                                                    |                                                                                    |                                                                                    |                                                                                    |                                                                                    |                                                                                    |
| C3    | Autre : - Arrêts non accessibles aux UFR : non communiqué - Particularités : non communiqué - Date de dernière mise à jour : 18 avril 2020. |                                                                                    |                                                                                    |                                                                                    |                                                                                    |                                                                                    |                                                                                    |                                                                                    |                                                                                    |
| C3    | Dernière actualisation : — |                                                                                    |                                                                                    |                                                                                    |                                                                                    |                                                                                    |                                                                                    |                                                                                    |                                                                                    |

### Secteur Montceau
| Ligne | Caractéristiques | Caractéristiques                                                   | Caractéristiques                                                   | Caractéristiques                                                   | Caractéristiques                                                   | Caractéristiques                                                   | Caractéristiques                                                   | Caractéristiques                                                   | Caractéristiques                                                   |
| M1    | Montceau-les-Mines — Bois Garnier ⥋ Saint-Vallier — Les Gautherets | Montceau-les-Mines — Bois Garnier ⥋ Saint-Vallier — Les Gautherets | Montceau-les-Mines — Bois Garnier ⥋ Saint-Vallier — Les Gautherets | Montceau-les-Mines — Bois Garnier ⥋ Saint-Vallier — Les Gautherets | Montceau-les-Mines — Bois Garnier ⥋ Saint-Vallier — Les Gautherets | Montceau-les-Mines — Bois Garnier ⥋ Saint-Vallier — Les Gautherets | Montceau-les-Mines — Bois Garnier ⥋ Saint-Vallier — Les Gautherets | Montceau-les-Mines — Bois Garnier ⥋ Saint-Vallier — Les Gautherets | Montceau-les-Mines — Bois Garnier ⥋ Saint-Vallier — Les Gautherets |
| ----- | --- | ------------------------------------------------------------------ | ------------------------------------------------------------------ | ------------------------------------------------------------------ | ------------------------------------------------------------------ | ------------------------------------------------------------------ | ------------------------------------------------------------------ | ------------------------------------------------------------------ | ------------------------------------------------------------------ |
| M1    | Ouverture / Fermeture — / — | Longueur —                                                         | Durée —                                                            | Nb. d’arrêts —                                                     | Matériel Midibus                                                   | Jours de fonctionnement L, Ma, Me, J, V, S                         | Jour / Soir / Nuit / Fêtes O / N / N / N                           | Voy. / an —                                                        | Exploitant —                                                       |
| M1    | Desserte : - Villes et stations : Montceau-les-Mines (Bois Garnier, Bois Garnier Cimetière, Sedan, Anatole France, Coudraie, Hauts de Sorme, Guide, Espace Châtillon, Pyramide, Alouette, Canal, Centre commercial, Canal, Neuvième Écluse, Equipages, Centre de Santé, Quai de Gaulle, Pont Levis, Montceau Gare, C. Forest, Salengro, Centre Sportif, Saint-Gilbert, J. Didier, La Chapelle Saule), Saint-Vallier (Montceau Chavannes, Puits Darcy, Hôpital J. Bouverie, Foyer J. Bouverie, Dormoy, Olympia, Les Gautherets) |                                                                    |                                                                    |                                                                    |                                                                    |                                                                    |                                                                    |                                                                    |                                                                    |
| M1    | Autre : - Arrêts non accessibles aux UFR : non communiqué - Gares desservies : Montceau-les-Mines - Particularités : - Les stations Montceau Gare, Centre de Santé et Equipage sont desservie uniquement dans la direction de Montceau. - Les stations Neuvième Écluse et Pont Levis sont desservie uniquement dans la direction de Saint-Vallier. - Date de dernière mise à jour : 18 avril 2020. |                                                                    |                                                                    |                                                                    |                                                                    |                                                                    |                                                                    |                                                                    |                                                                    |
| M1    | Dernière actualisation : — |                                                                    |                                                                    |                                                                    |                                                                    |                                                                    |                                                                    |                                                                    |                                                                    |
| M2    | Blanzy — 18 Juin 1940 ⥋ Saint-Vallier — Damichel | Blanzy — 18 Juin 1940 ⥋ Saint-Vallier — Damichel                   | Blanzy — 18 Juin 1940 ⥋ Saint-Vallier — Damichel                   | Blanzy — 18 Juin 1940 ⥋ Saint-Vallier — Damichel                   | Blanzy — 18 Juin 1940 ⥋ Saint-Vallier — Damichel                   | Blanzy — 18 Juin 1940 ⥋ Saint-Vallier — Damichel                   | Blanzy — 18 Juin 1940 ⥋ Saint-Vallier — Damichel                   | Blanzy — 18 Juin 1940 ⥋ Saint-Vallier — Damichel                   | Blanzy — 18 Juin 1940 ⥋ Saint-Vallier — Damichel                   |
| M2    | Ouverture / Fermeture — / — | Longueur —                                                         | Durée —                                                            | Nb. d’arrêts —                                                     | Matériel Midibus                                                   | Jours de fonctionnement L, Ma, Me, J, V, S                         | Jour / Soir / Nuit / Fêtes O / N / N / N                           | Voy. / an —                                                        | Exploitant —                                                       |
| M2    | Desserte : - Villes et stations : Blanzy (18 Juin 1940, Charbonnière, Bois de Savigny, Blanzy Poste, Blanzy Mairie, J. Lambert, Blanzy Gare, Les Sapins, Les Rompois, AFPA), Montceau-les-Mines (Bois Roulot, Cimetière Bas, Piscine, Digue de l'Étang, Maison Médicale, Place Bel-Air, Rouget de Lisle, Quai de Gaulle, Montceau Gare, Place Beaubernard, Barbès, Beaubernard, Champ du Moulin, Trait d'Union, Résistance, Emorine, Rue de Metz), Saint-Vallier (Rousseau, Desautels, Bois Franc, Damichel)                   |                                                                    |                                                                    |                                                                    |                                                                    |                                                                    |                                                                    |                                                                    |                                                                    |
| M2    | Autre : - Arrêts non accessibles aux UFR : non communiqué - Gares desservies : Montceau-les-Mines - Particularités : - La station Quai de Gaulle est desservie uniquement dans la direction de Saint-Vallier. - Les stations Barbès, Montceau Gare, Rouget de Lisle et Blanzy Mairie sont desservies uniquement dans la direction de Blanzy. - Date de dernière mise à jour : 18 avril 2020. |                                                                    |                                                                    |                                                                    |                                                                    |                                                                    |                                                                    |                                                                    |                                                                    |
| M2    | Dernière actualisation : — |                                                                    |                                                                    |                                                                    |                                                                    |                                                                    |                                                                    |                                                                    |                                                                    |
| M3    | Saint-Vallier — Hôpital J. Bouverie ⥋ Sanvignes-les-Mines — Mairie | Saint-Vallier — Hôpital J. Bouverie ⥋ Sanvignes-les-Mines — Mairie | Saint-Vallier — Hôpital J. Bouverie ⥋ Sanvignes-les-Mines — Mairie | Saint-Vallier — Hôpital J. Bouverie ⥋ Sanvignes-les-Mines — Mairie | Saint-Vallier — Hôpital J. Bouverie ⥋ Sanvignes-les-Mines — Mairie | Saint-Vallier — Hôpital J. Bouverie ⥋ Sanvignes-les-Mines — Mairie | Saint-Vallier — Hôpital J. Bouverie ⥋ Sanvignes-les-Mines — Mairie | Saint-Vallier — Hôpital J. Bouverie ⥋ Sanvignes-les-Mines — Mairie | Saint-Vallier — Hôpital J. Bouverie ⥋ Sanvignes-les-Mines — Mairie |
| M3    | Ouverture / Fermeture — / — | Longueur —                                                         | Durée —                                                            | Nb. d’arrêts —                                                     | Matériel Midibus                                                   | Jours de fonctionnement L, Ma, Me, J, V, S                         | Jour / Soir / Nuit / Fêtes O / N / N / N                           | Voy. / an —                                                        | Exploitant —                                                       |
| M3    | Desserte : - Villes et stations : Saint-Vallier (Hôpital J. Bouverie, Foyer J. Bouverie, Michaud, Goujons, Jean Jaurès, Fontyon, ECLA, Gambetta, Centre Médical, Le Quart, Raie de Cercy, Damichel, IME), Montceau-les-Mines (Place Pageot, Rue du 19 Mars 1962, Marcel Sembat, Salengro, C. Forest, Montceau Gare, Quai de Gaulle, Ancien Abattoir, Lucy, Blanchisserie, Magny), Sanvignes-les-Mines (Les Georgets, L'Echenaud, Velay, Chevriers, Proudhon, Léon Blum, Sanvignes Mairie)                                      |                                                                    |                                                                    |                                                                    |                                                                    |                                                                    |                                                                    |                                                                    |                                                                    |
| M3    | Autre : - Arrêts non accessibles aux UFR : non communiqué - Gares desservies : Montceau-les-Mines - Particularités : non communiqué - Date de dernière mise à jour : 18 avril 2020. |                                                                    |                                                                    |                                                                    |                                                                    |                                                                    |                                                                    |                                                                    |                                                                    |
| M3    | Dernière actualisation : — |                                                                    |                                                                    |                                                                    |                                                                    |                                                                    |                                                                    |                                                                    |                                                                    |
| M4    | Montceau-les-Mines — Quai de Gaulle ⥋ (via Les Rompois) | Montceau-les-Mines — Quai de Gaulle ⥋ (via Les Rompois)            | Montceau-les-Mines — Quai de Gaulle ⥋ (via Les Rompois)            | Montceau-les-Mines — Quai de Gaulle ⥋ (via Les Rompois)            | Montceau-les-Mines — Quai de Gaulle ⥋ (via Les Rompois)            | Montceau-les-Mines — Quai de Gaulle ⥋ (via Les Rompois)            | Montceau-les-Mines — Quai de Gaulle ⥋ (via Les Rompois)            | Montceau-les-Mines — Quai de Gaulle ⥋ (via Les Rompois)            | Montceau-les-Mines — Quai de Gaulle ⥋ (via Les Rompois)            |
| M4    | Ouverture / Fermeture — / — | Longueur —                                                         | Durée —                                                            | Nb. d’arrêts —                                                     | Matériel Midibus                                                   | Jours de fonctionnement L, Ma, Me, J, V                            | Jour / Soir / Nuit / Fêtes O / N / N / N                           | Voy. / an —                                                        | Exploitant —                                                       |
| M4    | Desserte : - Villes et stations : Montceau-les-Mines (Quai de Gaulle, Beauregard, Digue de l'Étang, Bois Roulot), Blanzy (East Blanzy, Les Rompois, J. Lambert, 18 Juin 1940, Cat Vernoy), Montceau-les-Mines (Blanchisserie, Quai de Gaulle) |                                                                    |                                                                    |                                                                    |                                                                    |                                                                    |                                                                    |                                                                    |                                                                    |
| M4    | Autre : - Arrêts non accessibles aux UFR : non communiqué - Gares desservies : Montceau-les-Mines - Particularités : La ligne n'offre qu'une course quotidienne dans chaque sens - Date de dernière mise à jour : 18 avril 2020. |                                                                    |                                                                    |                                                                    |                                                                    |                                                                    |                                                                    |                                                                    |                                                                    |
| M4    | Dernière actualisation : — |                                                                    |                                                                    |                                                                    |                                                                    |                                                                    |                                                                    |                                                                    |                                                                    |

### Interurbain
| Ligne | Caractéristiques | Caractéristiques                                    | Caractéristiques                                    | Caractéristiques                                    | Caractéristiques                                    | Caractéristiques                                    | Caractéristiques                                    | Caractéristiques                                    | Caractéristiques                                    |
| TGV   | Montceau-les-Mines — Gare ⥋ Le Creusot – Hôtel Dieu | Montceau-les-Mines — Gare ⥋ Le Creusot – Hôtel Dieu | Montceau-les-Mines — Gare ⥋ Le Creusot – Hôtel Dieu | Montceau-les-Mines — Gare ⥋ Le Creusot – Hôtel Dieu | Montceau-les-Mines — Gare ⥋ Le Creusot – Hôtel Dieu | Montceau-les-Mines — Gare ⥋ Le Creusot – Hôtel Dieu | Montceau-les-Mines — Gare ⥋ Le Creusot – Hôtel Dieu | Montceau-les-Mines — Gare ⥋ Le Creusot – Hôtel Dieu | Montceau-les-Mines — Gare ⥋ Le Creusot – Hôtel Dieu |
| ----- | --- | --------------------------------------------------- | --------------------------------------------------- | --------------------------------------------------- | --------------------------------------------------- | --------------------------------------------------- | --------------------------------------------------- | --------------------------------------------------- | --------------------------------------------------- |
| TGV   | Ouverture / Fermeture — / — | Longueur —                                          | Durée —                                             | Nb. d’arrêts —                                      | Matériel —                                          | Jours de fonctionnement —                           | Jour / Soir / Nuit / Fêtes — / — / — / —            | Voy. / an —                                         | Dépôt —                                             |
| TGV   | Desserte : — |                                                     |                                                     |                                                     |                                                     |                                                     |                                                     |                                                     |                                                     |
| TGV   | Autre : - Arrêts non accessibles aux UFR : non communiqué - Gares desservies : Le Creusot TGV, Le Creusot, Montceaux-les-Mines - Particularités : - Les stations "Louise Michel", "Blanzy Poste", Neuvième Écluse et Quai de Gaulle sont desservies uniquement dans la direction de Montceau. - Les stations "Blanzy Mairie" et "Montchanin Centre Commercial" sont desservies uniquement dans la direction du Creusot - Date de dernière mise à jour : 18 avril 2020. |                                                     |                                                     |                                                     |                                                     |                                                     |                                                     |                                                     |                                                     |
| TGV   | Dernière actualisation : — |                                                     |                                                     |                                                     |                                                     |                                                     |                                                     |                                                     |                                                     |